# Hugo z Novary
Hugo z Novary, O.Cist., žijící ve 12. století, je uctíván jako světec katolické církve. Jeho liturgická památka připadá na 17. listopad.

## Život
Hugo pocházel z Francie. V mládí vstoupil do cisterciáckého řádu a k mnišství jej formoval sv. Bernard z Clairvaux. Později byl poslán k založení kláštera do Novary. Stal se prvním opatem tohoto kláštera a zemřel v blíže neznámém roce v průběhu 12. století.